# Canton de Maule
Le canton de Maule (ou canton de Maulle) est une ancienne division administrative française de l'ancien département de Seine-et-Oise, située dans l'actuel département des Yvelines.

## Historique
Le canton de Maule a été créé en 1793. Il a été dissous en 1801 et les communes qui lui étaient rattachées ont été divisées entre plusieurs cantons.

## Composition
Le canton de Maule  groupait 12 communes :
- Les Alluets (aujourd'hui Les Alluets-le-Roi)
- Aubergenville
- Aulnay (aujourd'hui Aulnay-sur-Mauldre)
- Bazemont
- Crespiéres (aujourd'hui Crespières)
- Davron
- Flins (aujourd'hui Flins-sur-Seine)
- Herbeville
- Mareil (aujourd'hui Mareil-sur-Mauldre)
- Maulle (aujourd'hui Maule)
- Nézel
- Thiverval (aujourd'hui Thiverval-Grignon)